# 蒸発計

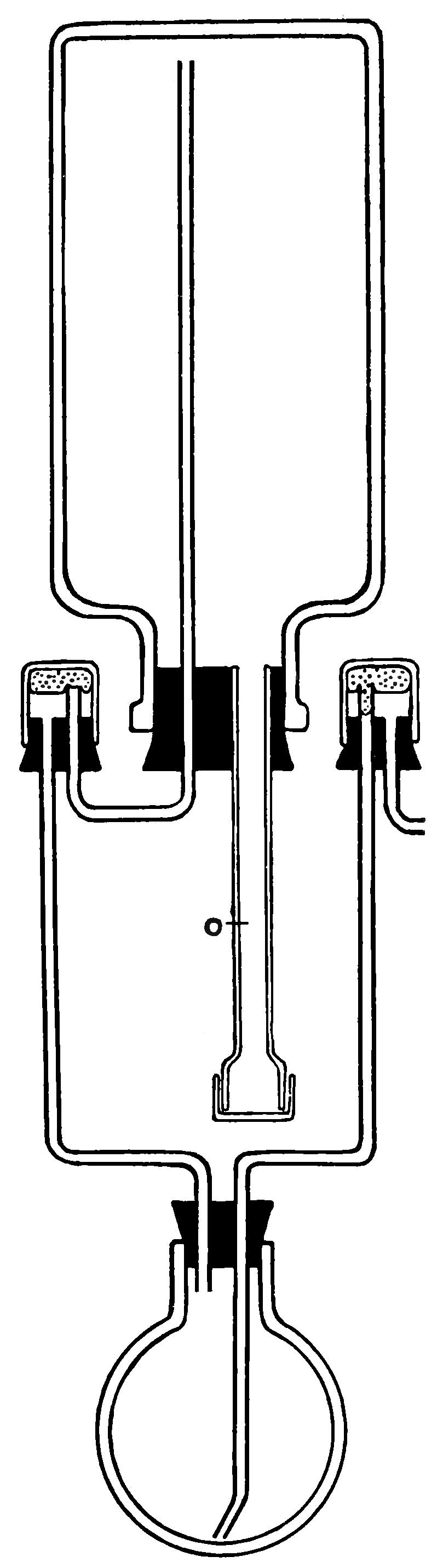
球状多孔質カップ蒸発計

蒸発計 (英:atmometer or evaporimeter, アトモメーターとも) は、湿面から大気への水の蒸発する速度を測定するために使われる科学機器。主に農家や栽培者が、あらゆる場所での作物の蒸発散(ET)速度を測定するために使う。蒸発散は土の表面から蒸発する水に加え植物の表面から蒸散する水を全て測定したものである。蒸発・蒸散する水の量に基づき、使用者はこれに相当する水を作物に与えることができ、その結果水の使用量が減り収穫量が増える可能性がある。現在販売している企業にはC&M Meteorological SupplyやCalsenseがある。

## 設計
ガラス製もしくはプラスチック製の管で貯水器につながれた多孔質のセラミック板から構成される。高さは約1.5–2フィート (0.46–0.61 m) で、直径は3–4インチ (76–102 mm)である。水が管を通して貯水器から引き出され、板が濡らされる。板の上の水が蒸発するにつれ、さらに多くの水が貯水器から引き出され板が再び濡れる。ゴアテックスで作られたキャンバスのカバーが板の上に置かれており、物が入るのを防いでいる。キャンバスのカバーは特定の気象条件下で植物が吸収する日射量をシミュレートし蒸発速度を制御するために重要である。様々な植物の表面が受ける蒸発散量をシミュレートするタイプのキャンバスカバーもある。例えば、アルファルファのET速度はNo. 54 グリーンキャンバスカバーを使い推定されるが、草のET速度はNo. 30 グリーンキャンバスカバーを使い推定される。板とキャンバスカバーの間の膜は、雨水がゲージを濡らすのを防ぎ水蒸気を逃がす。側面にあるゲージは貯水器の水位（インチ単位）を測定し、蒸発した水量を示す。
電子モデルを利用可能であり、データロガーが取り付けられている。データロガーは蒸発による変化が起こるたびに自動的に水位を記録する。データロガーが記録するデータは、コンピュータにダウンロードし結果を記録することができる。電子モデルはゲージの読み取りから起こる可能性のある人的エラーを排除できるが、手動のものが約300ドルかかるのに対し約900ドルかかってしまう。

## 使用とメンテナンス
蒸発計の設置と利用はかなり簡単である。普通は天候と屋外条件を代表する場所で地面から約40 in (1,000 mm)上に木製の支柱に取り付けられる。蒸発速度に影響を与えぬように蒸発計の板を直射日光に当てる必要がある。蒸発計に影響する環境因子に対する曝露量に影響を与える可能性があるため、高い木や建物の近くに置くべきではない。蒸発した水の量を測定するためには最初の水位から最終的な水位を引き算することによりゲージ上の水位の変化を計算する。

## 利点 (測候所と比較して)
2003年にカリフォルニアのセントラルコーストで行われた研究において、蒸発計の性能がそれより高価な測候所のものと比較された。蒸発計が7つの測候所に隣接して設置され、それぞれの方法で週ごとの値が記録された。研究結果は、蒸発計と測候所が非常に似た結果を生み、どちらも同等の蒸発散量(ET)を生成することを示した。蒸発散量が少ない条件では、蒸発計が測候所の値よりもわずかに低いET値を生成した。フォートコリンズのコロラド州立大学と米国農務省が実施した研究でも同様の結果が得られている。蒸発計は測候所から計算されたデータに非常に近い蒸発散値を生成した。これらの研究において、蒸発計が近くの測候所や蒸発散量データにアクセスできない地域で特に有用であることが示されている。
- 低コスト
- 運転が簡単
- 便利
- コンピュータや電力がいらない

## 欠点（測候所と比較して）
- 装置に潜在的な天候損害が発生する可能性がある
- 常に水を補充する必要がある
- ゲージは手動で読み取る必要がある（手動モデルのみ）[5]